# 4316 Babinkova
4316 Babinkova este un asteroid din centura principală, descoperit pe 14 octombrie 1979 de Nikolai Cernîh.